# Бойд, Филипп
Филипп Эвинг Бойд (англ. Philip Ewing Boyd; 5 июня 1876, Торонто — 16 ноября 1967) — канадский гребец, серебряный призёр летних Олимпийских игр 1904.
На Играх 1904 в Сент-Луисе Бойд участвовал только в соревнованиях восьмёрок. Его команда заняла второе место и выиграла серебряные медали.
Участвовал также в играх 1912 года в Стокгольме в соревнованиях восьмёрок в составе команды Канады. Команда выбыла в первом круге, заняв девятое место.